# Robert Tjian
Robert Tjian (né en 1949) est un biochimiste américain né à Hong Kong, surtout connu pour ses travaux sur la transcription eucaryote. Il est actuellement professeur de biochimie et de biologie moléculaire à l'Université de Californie à Berkeley et chercheur au Howard Hughes Medical Institute (HHMI). Il est président de HHMI de 2009 à 2016.

## Biographie
Tjian est né à Hong Kong en 1949. Son père, Tjian Tze-Ning (Qian Zining ; 錢子寧), originaire de Shaoxing, dans le Zhejiang, est un célèbre capitaliste de Shanghai et un pionnier de l'Industrie papetière moderne de la Chine. En avril 1949, la famille et l'entreprise de Tjian déménagent à Hong Kong ; en 1950, elles déménagent à São Paulo, au Brésil ; et s'installent plus tard dans le New Jersey, aux États-Unis.
Tjian obtient un baccalauréat ès arts de l'Université de Californie à Berkeley en 1971 et un doctorat de l'Université Harvard en 1976. Il est chercheur postdoctoral au Cold Spring Harbor Laboratory avec James Dewey Watson pendant trois ans avant de retourner à l'Université de Californie en 1979 lorsqu'il est nommé professeur adjoint de biochimie. En 2008, Tjian rejoint le Conseil d'administration de la Fondation Lasker.
En 1978, Tjian découvre la première protéine d'un virus capable de réguler l'expression des gènes dans les cellules de mammifères, l'antigène T SV40. Il montre que les protéines « activatrices », dont il a été démontré auparavant qu’elles jouent un rôle crucial dans la régulation de l’expression des gènes chez les organismes simples, existent également chez les organismes supérieurs. Lui et ses collègues découvrent également plusieurs protéines régulatrices de gènes.
Tjian est également reconnu dans les études sur les cibles médicamenteuses et leurs applications. Il développe des techniques très efficaces et sensibles pour détecter des quantités cellulaires telles que les protéines. En 1989, Tjian, avec deux collègues David Goeddel (en) (père des joueurs de la MLB Erik et Tyler Goeddel) et Steve McKnight, cofonde Tularik Inc., une société de biotechnologie basée à South San Francisco, en Californie. Tularik est acquis par Amgen pour 1,3 milliard de dollars en 2004.
En 2020, Tjian collabore avec Jennifer Doudna et d'autres collègues de l'UC Berkeley sur une réponse à la Pandémie de Covid-19.
Tjian est également membre du conseil consultatif du USA Science and Engineering Festival.

## Prix et distinctions
- Élu à la Société américaine de philosophie (2009)[5]
- Prix Pfizer en chimie enzymatique (1983)
- Élu à l'Academia sinica, Taïwan (1990)
- Élu à l'Académie nationale des sciences (1991)
- Prix Lewis S. Rosenstiel pour travaux remarquables en sciences médicales fondamentales (1995)
- Prix Passano (1995)
- Élu à l'Académie américaine des arts et des sciences (1997)
- Prix Alfred P. Sloan Jr., de la Fondation General Motors pour la recherche sur le cancer (1999)
- Prix Louisa-Gross-Horwitz (Université Columbia) (1999)
- Prix MERIT, du National Cancer Institute (2004)
- Prix Charles-Léopold-Mayer (2010)
- Médaille Glenn T. Seaborg (2010)
- Prix Fiat Lux de la Faculté de l'Université de Californie à Berkeley (2021)[6]